# Capella de Mossèn Homs
La capella de Mossèn Homs és un edifici del nord-est del municipi de Terrassa (Vallès Occidental) inclòs a l'Inventari del Patrimoni Arquitectònic de Catalunya. S'hi accedeix per un trencall de la carretera C-1415a, o carretera de Castellar, vora el quilòmetre 19, prop de l'entrada a la ciutat pel barri de Sant Llorenç.

## Descripció

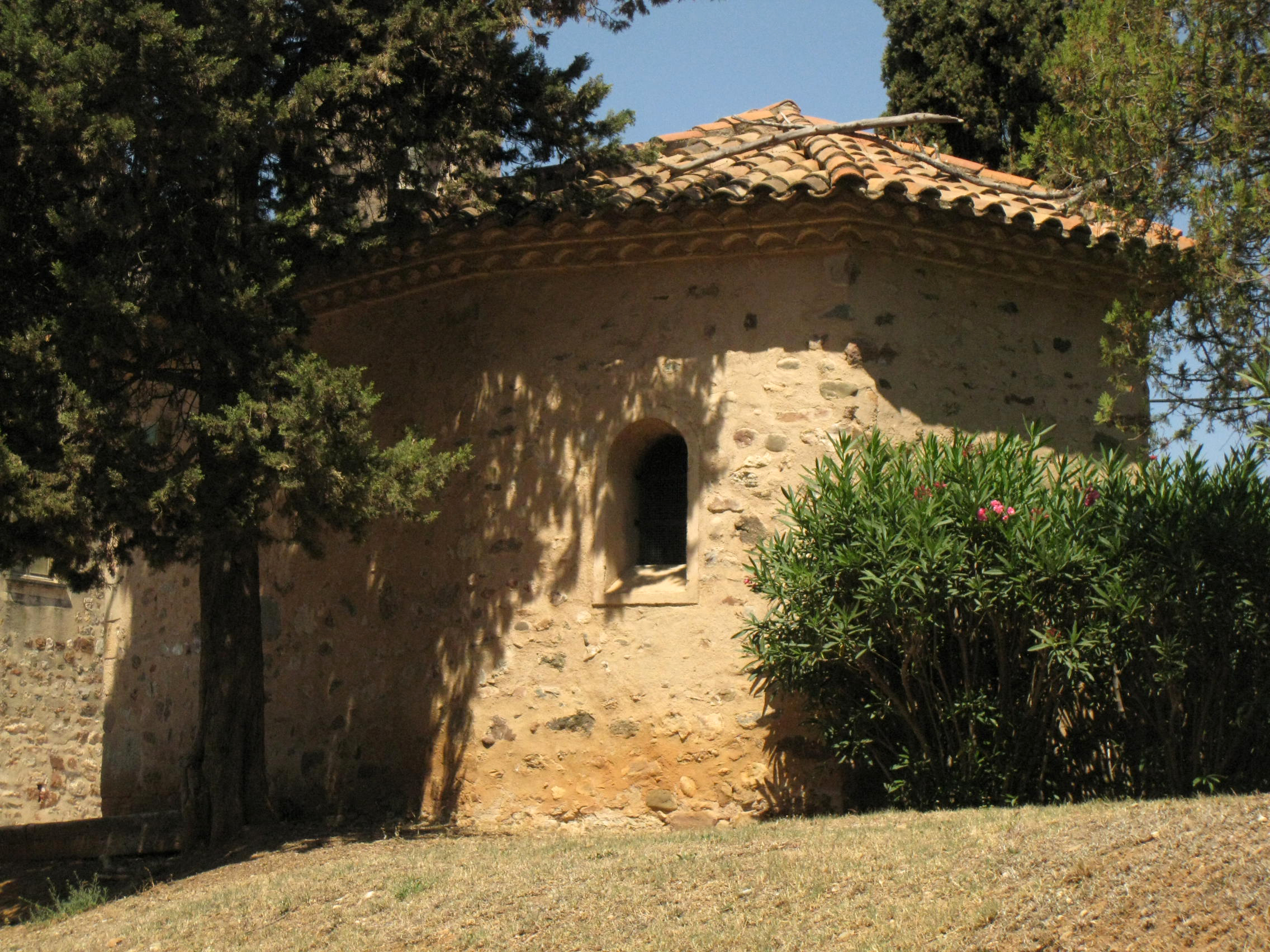
L'absis de la capella

La capella, dedicada al Sagrat Cor, se situa prop de l'era de la Torre de Mossèn Homs i està construïda en planta rectangular, d'una nau, sense absis i amb entrada lateral d'accés al cor. L'atri, a l'entrada, està suportat per dues pilastres de pedra i coberta amb cavalls de fusta. Presenta un campanar d'espadanya de reduïdes dimensions.